# Gráfico (imagen/diseño visual)
Los gráficos (del griego γραφικός (graphikós) 'perteneciente al dibujo, la pintura, la escritura, etc.') son imágenes visuales o diseños en alguna superficie, como una pared, lienzo, pantalla, papel o piedra, para informar, ilustrar o entretener. En el uso contemporáneo, los gráficos incluyen una representación pictórica de datos, como en el diseño y la manufactura, la composición tipográfica y las artes gráficas, y en el software educacional y recreacional. Las imágenes generadas por computadora se denominan gráficos por computadora.
Algunos ejemplos de gráficos son fotografías, dibujos, line art, gráficas de una función, diagramas, tipografías, números, símbolos, diseños geométricos, mapas, dibujos de ingeniería u otras imágenes. Los gráficos pueden combinar a veces texto, ilustraciones y color. El diseño gráfico puede consistir en la selección, creación o arreglo deliberado de la tipografía únicamente, como en un folleto, volante, letrero, sitio web o libro sin ningún otro elemento. La claridad o la comunicación efectiva puede ser el objetivo, puede buscarse la asociación con otros elementos culturales o meramente, la creación de un estilo distintivo.
Los gráficos pueden ser de varios tipos, ya sean funcionales o artísticos. Esta última puede ser una versión grabada, como en una fotografía, o la interpretación de un científico para resaltar características esenciales, o de un artista, en cuyo caso la diferencia con los gráficos imaginarios puede volverse borrosos. También pueden ser usados para la arquitectura.

## Historia
Los primeros gráficos conocidos por los antropólogos que estudian sobre la prehistoria son las pinturas rupestres y marcas en rocas, huesos, marfil y astas, que han sido creados durante el Paleolítico superior, entre los años 40.000 y 10.000 a. C. o antes. Se han encontrado que muchos de estos gráficos registraban detalles astronómicos, estacionales y cronológicos. Algunos de los primeros gráficos y dibujos que se conocen en el mundo moderno, desde hace casi 6.000 años, son las tablillas de piedra grabadas y los sellos cilíndricos de cerámica, que además marcan el comienzo de los períodos de la historia y el mantenimiento de registros para fines contables e inventarios. Los registros de Egipto son anteriores a estos y los egipcios utilizaron el papiro como material para planear la construcción de sus pirámides; también utilizaron losas de caliza y madera. Entre los años 600 a 250 a. C., los griegos jugaron un rol importante en la geometría. Ellos han utilizado gráficos para representar sus teorías y principios matemáticos, como el teorema del círculo y el teorema de Pitágoras .
En el arte, los «gráficos» a veces se utilizan para distinguir un trabajo u obra en un tono monótono y compuesto de líneas, a diferencia de la pintura.

### Dibujo

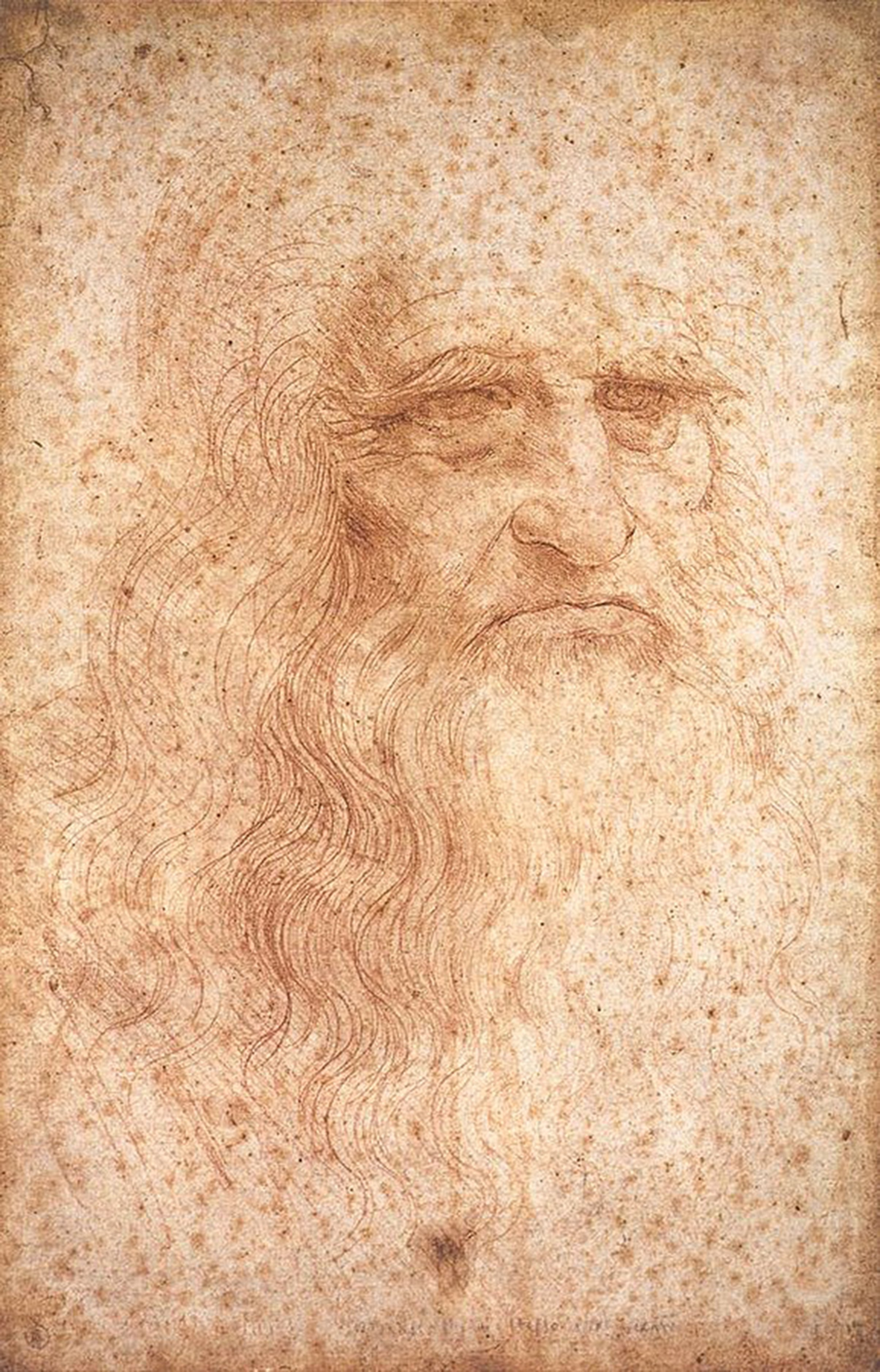
Dibujo

El dibujo generalmente impone hacer marcas en una superficie presionando o moviendo una herramienta a través de una superficie. En el que una herramienta se utiliza siempre como si no hubieran herramientas se llama arte. El dibujo gráfico es un tipo de dibujo instrumental guiado.

### Estampa
La impresión xilografíca, junto con las imágenes, se ven por primera vez en China después de la invención el papel (alrededor del 105 d. C.). En Occidente, las principales técnicas han sido la xilografía, el grabado y el aguafuerte, entre otros.

#### Aguafuerte
El aguafuerte es un método de grabado en buril en el que la imagen se incide en la superficie de una placa de metal utilizando un ácido. El ácido corroe el metal, dejando como resultado áreas rugosas o, si la superficie expuesta al ácido es muy delgada, deja una línea quemada en la placa. Se cree que el uso de este proceso en la estampa ha sido inventado por el grabador Daniel Hopfer (c. 1470-1536) de Augsburgo, Alemania, quien decoró las armaduras de esta forma.
El aguafuerte también se utiliza para fabricar placas de circuito impreso y dispositivos semiconductores.

### Line art
El line art («arte lineal») es un término bastante no particular que se usa a veces para cualquier imagen que está compuesta de líneas rectas y curvas distintas colocadas sobre un fondo (que puede ser generalmente plano y liso), sin gradaciones en sombra (oscuridad) o tono (color) para representar objetos bidimensionales o tridimensionales. El arte lineal suele ser monocromático, aunque las líneas pueden ser de varios colores.

### Ilustración

Una ilustración de un personaje de una historia; también puede ser una ilustración de ilustraciones

Una ilustración es una representación visual que puede ser un dibujo, pintura, fotografía o cualquier otra obra de arte que expresa el tema más que la forma. El objetivo de una ilustración es para explicar o decorar una historia, poema o una pieza de información textual (por ejemplo, un artículo periodístico), comúnmente proporcionando una representación visual de algo descrito en el texto. La caricatura editorial, es un tipo de ilustración que contiene un mensaje político o social.
Las ilustraciones pueden utilizarse para mostrar una gran variedad de temas y servir para una variedad de funciones, tales como:
- para formar caras a los personajes de una historia
- para mostrar un número de ejemplos de un elemento descrito en un libro de texto académico (por ejemplo, la tipología lítica)
- para mirar conjuntos de instrucciones paso a paso en un manual técnico.
- para comunicar un tono temático sutil en una narrativa
- para enlazar marcas a las ideas de expresión humana, individualidad y creatividad
- para hacer reír o sonreír al lector
- para divertirse (o para reírse) de forma graciosa

### Gráficas
Una gráfica es un gráfico infográfico que representa datos numéricos tabulares. Las gráficas se utilizan a veces para facilitar la comprensión de grandes cantidades de datos y para las relaciones entre las diferentes partes de los datos.

### Diagramas
Un diagrama es una representación visual simplificada y estructurada de conceptos, ideas, construcciones, relaciones, datos estadísticos, entre otros, que es utilizado principalmente para visualizar y aclarar un tema.

### Símbolos
Un símbolo, en su sentido básico, es la representación perceptible de un concepto o cantidad; es decir, una idea, objeto, concepto, cualidad, etc. En términos más psicológicos y filosóficos, todos los conceptos son simbólicos en naturaleza, y las representaciones de estos conceptos son simplemente artefactos simbólicos o testimoniales que son alegóricos (pero que no pueden ser codificados directamente) a un significado simbólico o un simbolismo.

### Mapas
Un mapa es una representación simplificada de un espacio, ya sea real o imaginario, también es una ayuda para la navegación que resalta las relaciones entre los objetos que se ubican dentro de ese espacio. Generalmente, un mapa es una representación bidimensional y geométricamente precisa de un espacio tridimensional.
Uno de los primeros mapas "modernos" fue creado por Waldseemüller.

### Fotografía

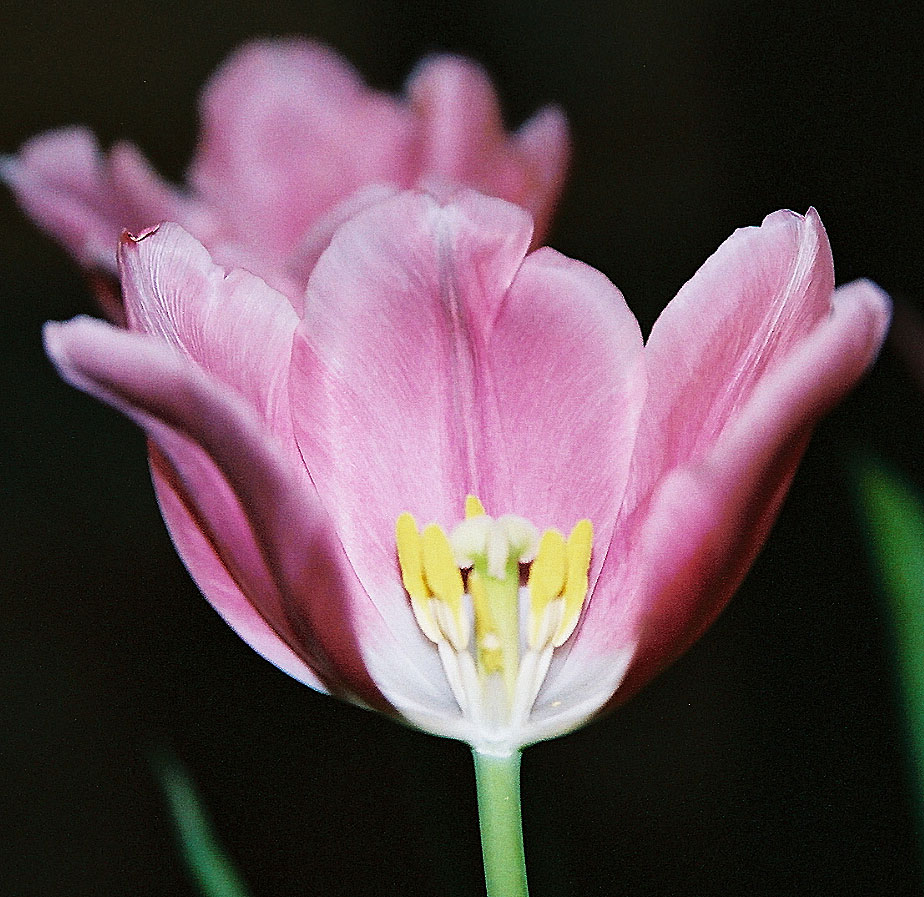
Foto

Una diferencia entre la fotografía y otras formas de gráficos es que un fotógrafo, en principio, solamente registra un único momento en la realidad, aparentemente sin interpretación. Sin embargo, un fotógrafo puede escoger el campo de visión y el ángulo, y también puede usar otras técnicas de fotografía, como varios objetivos para elegir la vista o filtros para cambiar los colores. En tiempos recientes, la fotografía digital abrió el camino a un sinnúmero de manipulaciones rápidas pero fuertes. Incluso en los primeros días de la fotografía, ha habido controversia sobre las imágenes de escenas representadas que se mostraban como "si fuesen de la vida real" (especialmente en las fotografías de guerra, donde puede ser muy difícil registrar los eventos originales). Si una persona mueve los ojos de manera ligera con simples pinchazos en negativo podría tener un efecto dramático.
La elección del campo de visión puede tener un efecto fuerte, efectivamente "censurando" algunas otras partes de la escena, logrando recortándolas o simplemente no incluyéndolas en la fotografía. Esto incluso toca la cuestión filosófica de qué es la realidad. El cerebro humano es capaz de procesar la información basada en experiencias anteriores, haciendo que las personas vean lo que quieran ver o lo que le han enseñad a ver. La fotografía hace lo mismo, aunque el fotógrafo interpreta la escena para sus espectadores.

### Planos de ingeniería

Imagen de una pieza representada en la proyección del primer ángulo

Un dibujo de ingeniería es un tipo de dibujo y es de naturaleza técnica, que se utiliza para definir completamente y claramente los requisitos de los elementos de ingeniería. Generalmente, es creado según las convenciones estandarizadas para el diseño, nomenclatura, interpretación, apariencia (como los tipos de letra y los estilos lineales), tamaño, entre otros.

### Gráficos por computadora
Hay dos tipos de gráficos por computadora: los gráficos de mapa de bits, donde cada píxel se define por separado (como en una fotografía digital), y los gráficos vectoriales, donde se utilizan fórmulas matemáticas para dibujar líneas y formas, que luego se interpretan al final de la persona que lo ve para producir el gráfico. El uso de gráficos vectoriales da como resultado una infinidad de gráficos nítidos y, a veces, da como resultado archivos muy pequeños, pero, cuando son grandes y complejos, algunos vectores toman tiempo para renderizarse y sus tamaños de archivo pueden ser mucho más grandes que un equivalente en mapa de bits.
En 1950, la primera pantalla de computadora fue conectada a la computadora Whirlwind I del Instituto de Tecnología de Massachusetts para generar imágenes simples. Esto fue seguido por los computadores TX-0 y TX-2 del Instituto de Tecnología de Massachusetts. La computación interactiva ha aumentado el interés en los gráficos computacionales a finales de la década de 1950. En 1962, Ivan Sutherland inventó la Sketchpad, un programa innovador que influenció en las formas alternativas de la interacción con las computadoras.
A mediados de la década de 1960, se iniciaron grandes proyectos de investigación de gráficos por computadora en el Instituto de Tecnología de Massachusetts, General Motors, Bell Labs y Lockheed Corporation. Douglas T. Ross del Instituto de Tecnología de Massachusetts desarrolló un lenguaje de compilación avanzado para la programación de los gráficos. S.A. Coons, también del Instituto de Tecnología de Massachusetts, y J.C. Ferguson de Boeing, comenzaron a trabajar en superficies esculpidas. GM desarrolló su computadora DAC-1, y otras empresas, especialmente Douglas, Lockheed y McDonnell, también realizaron avances importantes. En 1968, el trazado de rayos ha sido descrito por primera vez por Arthur Appel del IBM Research Center, ubicado en Yorktown Heights, Nueva York.
A finales de la década de 1970, las computadoras personales se volvieron más usables, siendo capaces de poder dibujar formas y diseños básicos y complejos. En la década de 1980, los artistas y diseñadores gráficos empezaron a ver las primeras computadoras personales, especialmente, la Commodore Amiga y la Macintosh, como unas herramientas de diseño que podían ahorrar tiempo y dibujar formas y diseños con más precisión que buscar otros métodos. Los gráficos 3D por computadora se hicieron posibles a finales de la década de 1980 con las computadoras SGI, que luego se han utilizado para crear algunos de los primeros cortometrajes con imágenes totalmente generadas por computadora de Pixar. El Macintosh aún continúa siendo una de las herramientas más populares para los gráficos computacionales en estudios de diseño gráfico y empresas.
Los sistemas informáticos modernos, que datan de la década de 1980 en adelante, a veces utilizan una interfaz gráfica de usuario (GUI) para presentar los datos y la información a través de símbolos, iconos e imágenes en vez de texto. Los gráficos son uno de los cinco elementos clave de la tecnología multimedia.
Los gráficos 3D se hicieron más populares en la década de 1990 en los videojuegos, multimedia y animación. En 1996, Quake, uno de los primeros videojuegos completamente en 3D, fue lanzado. En 1995, Toy Story, la primera película de animación generada por computadora, se estrenó en cines. Desde entonces, los gráficos por computadora, se han vuelto más precisos y detallados, debido al avance de las computadoras y a mejores aplicaciones de software de modelado 3D, como por ejemplo Maya, 3D Studio Max y Cinema 4D.
Otro uso de los gráficos computacionales son los protectores de pantalla, que originalmente han sido destinados a prevenir que el diseño de las interfaces gráficas de usuario muy utilizadas se "quemen" en la pantalla de la computadora. Desde entonces los protectores de pantalla evolucionaron hasta convertirse en verdaderas obras de arte. Como su propósito práctico se ha vuelto obsoleto, las pantallas modernas no son susceptibles a tales artefactos.

### Gráficos web
En la década de 1990, el aumento de las velocidades de Internet y la llegada de los navegadores web capaz de ver imágenes fueron lanzados, siendo el primero Mosaic. Varios sitios web comenzaron a utilizar el formato GIF para mostrar gráficos, como banners, anuncios, y botones de navegación, en las páginas web. Los navegadores web modernos ahora son capaces de mostrar JPEG, PNG y más aún, imágenes SVG, además de los GIFs en las páginas web. SVG, y en cierta medida, VML, la compatibilidad en algunos de los navegadores web modernos han hecho posible la visualización de gráficos vectoriales que son claros en cualquier tamaño. Los plugins ampliaron las funciones del navegador web, para mostrar animados e interactivos gráficos 3D contenidos dentro de los formatos de archivo como por ejemplo, SWF y X3D.

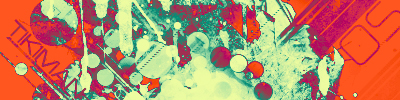
Arte de firmas utilizado en foros web

En la actualidad, los gráficos web se pueden crear con software como Adobe Photoshop, GIMP o Corel Paint Shop Pro. Los usuarios de Microsoft Windows cuentan con Microsoft Paint, que muchos consideran que no cuenta con una gran variedad de funciones. Esto se debe a que Microsoft Paint es un programa de dibujo y no un programa para crear gráficos.
Numerosas plataformas y sitios web han sido creados para atender a los artistas gráficos web y almacenar sus comunidades. Un número creciente de personas utiliza la creación de firmas en foros de Internet (generalmente, que aparecen después de la publicación de un usuario) y otros tipos de ilustraciones digitales, como manipulaciones de fotos y gráficos grandes. Con los desarrolladores de videojuegos para computadora que crean sus propias comunidades en torno a sus productos, muchos más sitios web han sido desarrollados para ofrecer gráficos a los fans y para permitirles mostrar su apreciación por dichos juegos en sus propios perfiles de juego de cada usuario.

## Usos
Los gráficos son elementos o diseños visuales que se utilizan a veces para mostrar a los lectores y espectadores información en particular. También son utilizados para complementar el texto como un esfuerzo para ayudar a los lectores a entender un concepto en particular o para hacer que el concepto sea más claro o interesante. Las revistas populares, como por ejemplo, TIME, Wired y Newsweek, usualmente contienen una gran cantidad de material gráfico para atraer a los lectores, a diferencia de la mayoría de las publicaciones académicas. En informática, los gráficos son utilizados para diseñar una interfaz de usuario gráfica; y los gráficos son uno de los cinco elementos clave de la tecnología multimedia. Los gráficos también son una de las principales maneras de publicitar la venta de productos o servicios.

### En negocios
Los gráficos se usan comúnmente en negocios y economía para crear gráficas financieras y tablas. El término Business Graphics ("gráficos comerciales") comenzó a usarse a fines de la década de 1970, cuando las computadoras personales comenzaron a ser capaces de dibujar y crear gráficos y tablas en vez de usar un formato tabular. Los Business Graphics pueden ser utilizados para resaltar cambios durante un período de tiempo.

### En publicidad
La publicidad es uno de los usos más amplios de los gráficos; en donde los artistas a veces realizan trabajos publicitarios o tienen en cuenta el potencial publicitario al momento de crear arte, para aumentar sus posibilidades de vender la obra artística. Lo más importante es que los gráficos dan una buena apariencia a las obras artísticas siempre que se apliquen. Los gráficos contribuyen a la perspectiva general de una obra de arte diseñada, esto, a su vez, capta a los miembros del público interesados a ver la obra artística o adquirirla. Cualquier obra compuesta de gráficos (especialmente la publicidad) o cualquier obra que esté mal diseñada no convencerá a la audiencia. por lo tanto, para que un anuncio convenza al público lector o espectador, tiene que estar bien diseñado con las herramientas gráficas necesarias para que el diseñador o anunciante genere ganancias.

### En política
El uso de gráficos para fines abiertamente políticos (por ejemplo, dibujos animados, grafitis, carteles, diseño de banderas, etc.) es una práctica centenaria que prospera en la actualidad en todas partes del mundo. Los murales de Irlanda del Norte son un ejemplo. Un ejemplo más reciente es el cartel "Hope" de Obama, diseñada por Shepard Fairey para las elecciones presidenciales de los Estados Unidos de 2008. Inicialmente fue publicado en Internet, pero luego el cartel llegó a verse en las calles de los Estados Unidos.

### En la educación
Los gráficos son mayoritariamente utilizados en los libros de texto, especialmente aquellos relacionados con campos de estudio como geografía, ciencias y matemáticas, para ilustrar teorías y conceptos, como la anatomía humana. Los diagramas son también utilizados para etiquetar fotografías e imágenes.
La animación educacional es un importante campo emergente de los gráficos. Los gráficos animados tienen ventajas obvias sobre los gráficos estáticos cuando se explica el tema que cambia con el paso del tiempo.
El Oxford Illustrated Dictionary utiliza gráficos e ilustraciones técnicas para hacer que el material lector sea más interesante y fácil de comprender. En una enciclopedia, los gráficos son utilizados para ilustrar conceptos y mostrar ejemplos de un tema en particular que está siendo discutido.
Para que un gráfico funcione de manera eficaz como ayuda para la educación, el alumno debe poder interpretarlo de manera correcta. Esta capacidad interpretativa es un aspecto de la graficación.

### En el cine y animación
Los gráficos por computadora se utilizan a veces en la mayoría de las películas más recientes, especialmente aquellas que cuentan con un gran presupuesto. Algunas de las películas que utilizan mucho los gráficos computacionales son la trilogía cinematográfica de El señor de los anillos, las películas de Harry Potter, Spider-Man y La guerra de los mundos.

## Educación de los gráficos
La mayoría de las escuelas, colegios y universidades de todo el mundo enseñan a sus estudiantes temas sobre el diseño gráfico y el arte.
El campo de estudio se enseña en una amplia variedad de formas, donde en cada curso enseña su propio balance distintivo de habilidades artísticas y respuesta intelectual a las necesidades de la persona.
Algunos cursos de gráficos dan prioridad a las habilidades artísticas tradicionales (por ejemplo, dibujo, grabado y tipografía) sobre las habilidades artísticas modernas. Otros cursos pueden tener énfasis en la enseñanza de habilidades artísticas digitales. Aun así, otros cursos pueden completamente disminuir la importancia a las artes, concentrándose en capacitar a los estudiantes para generar respuestas intelectuales novedosas que se involucren con el resumen. A pesar de estas aparentes diferencias en la formación y el curriculum, el personal y los estudiantes de alguno de estos cursos generalmente se consideran a sí mismos como diseñadores gráficos.
La típica pedagogía de un diseño gráfico (o comunicación gráfica, comunicación visual, artes gráficas o cualquier número de sinónimos de títulos de cursos) está generalmente basado en los modelos de enseñanza desarrollados en la escuela Bauhaus en Alemania o en Vjutemás en Rusia. El modelo de enseñanza tiende a exponer a los estudiantes a una gran variedad de habilidades artísticas (desde el dibujo hasta la captura de movimiento), junto con un esfuerzo por involucrar al estudiante con el mundo de la cultura visual.

## Diseñadores gráficos destacados
Aldo Manucio diseñó el primer estilo de letra bastardilla que a veces se usa en la autoedición y en el diseño gráfico. April Greiman es conocida por su influyente diseño de carteles. Paul Rand es conocido como un pionero del diseño gráfico por diseñar muchos logotipos para empresas, especialmente, los logotipos de IBM, NeXT y UPS. William Caslon, a mediados del siglo XVIII, diseñó una gran variedad de tipografías, especialmente ITC Founder's Caslon, ITC Founder's Caslon Ornaments, Caslon Graphique, ITC Caslon No. 224, Caslon Old Face y Big Caslon .